# Metković
Metković je mesto na Hrvaškem, ki upravno spada pod Dubrovniško-neretvansko županijo. V upravnem območju mesta (hrv. Grad Metković) je po popisu iz leta 2021 živelo 15.349 ljudi.
Metković je mesto in pristanišče v Južni Dalmaciji. Leži na obali reke Neretve okoli 20 km gor vodno od njenega izliva v Jadransko morje. Novejši del mesta je na desni obali reke, kjer je tudi industrijsko pristanišče. Jedro starega mesta leži na levi obali reke. Sestavljajo ga kamnite hiše sredozemskega tipa z ozkimi ulicami, ki se vzpenjajo proti cerkvi sv. Ilije Preroka. Ob koncu 19. stoletja so do Sarajeva zgradili ozkotirno železnico. Takrat je Metković postal pomembno gospodarsko središče tega dela Dalmacije. Med obema svetovnima vojnama je bil Metković glavno pristanišče na Neretvi (izvoz lesa iz Bosne in Hercegovine). Pomen glavnega pristanišča pa je izgubil v sredini 20. stoletja, ko sta bili zgrajeni novo pristanišče v Pločah in do tja elektrificirana proga z normalno širino tira. V mestu se nahajajo: župnijska cerkev sv. Ilije Preroka postavljena leta 1870 z zvonikom iz leta 1872, okoli cerkve sv. Ivana Nepomuka in sv. Roka postavljeni okoli leta 1857 pa leži pokopališč ter Ornitološki muzej.

## Zgodovina
Arheološka izkopavanja na griču Predolac in v širši okolici današnjega mesta (grič Gračina) nam pripovedujejo, da je bilo to področje naseljeno že v prazgodovini. V antiki so ta prostor naseljevali Iliri, nedaleč stran od današnjega mesta pa je pri naselju Vid nastala antična Narona. V starih listinah se Metković prvič omenja leta 1422. Naselje se je razvilo ob koncu 17. stoletja, ko so Benečani zasedli spodnji tok Neretve. Postalo je obmejno mesto  najprej Beneške republike, potem Francije, nato Avstrijske Dalmacije na meji proti Osmanskemu cesarstvu. V tem času je na širšem področju Neretve imel pomemben strateški položaj utrjeni grad Vratar, ki se ga v starih listinah omenja v 15. in 16. stoletju ter osmanska utrdba Kula Norinska ( po kateri je dobilo ime tudi današnje naselje Kula Norinska) zgrajena v začetku 16. stoletja. Hitrejši razvoj kraja se pričel po letu 1716, ko co Benečani zapustili  Gabelo ter v Metkoviću zgradili novo pristanišče ter tu naselili večje število prebivalcev. V času francoske uprave in z izgradnjo Napoleonove ceste je Metković postal prometno in trgovsko središče ter politično in administrativno središče Donjega Poneretavlja. S prometnim povezovanjem z Mostarjem (cesta 1865, železnica 1885) in izgradnjo pristanišča (1870-ih in 1880-ih letih) se je pričel hiter razvoj mesta, ki se je razširil na desno obalo reke. Po prvi svetovni vojni so se  povečali pristaniški promet, trgovina, gostinstvo ter industrija in obrt. V drugi svetovni vojni je bilo mesto zaradi zavezniškega bombardiranja porušeno.

## Znane osebnosti
- Ante Gabrić (1915 – 1988) jezuitski duhovnik, misijonar v Indiji in sodelavec svete Matere Terezije

## Demografija
| Pregled števila prebivalcev po letih | Pregled števila prebivalcev po letih | Pregled števila prebivalcev po letih | Pregled števila prebivalcev po letih | Pregled števila prebivalcev po letih | Pregled števila prebivalcev po letih | Pregled števila prebivalcev po letih | Pregled števila prebivalcev po letih | Pregled števila prebivalcev po letih | Pregled števila prebivalcev po letih | Pregled števila prebivalcev po letih | Pregled števila prebivalcev po letih | Pregled števila prebivalcev po letih | Pregled števila prebivalcev po letih | Pregled števila prebivalcev po letih |
| ------------------------------------ | ------------------------------------ | ------------------------------------ | ------------------------------------ | ------------------------------------ | ------------------------------------ | ------------------------------------ | ------------------------------------ | ------------------------------------ | ------------------------------------ | ------------------------------------ | ------------------------------------ | ------------------------------------ | ------------------------------------ | ------------------------------------ |
| 1857                                 | 1869                                 | 1880                                 | 1890                                 | 1900                                 | 1910                                 | 1921                                 | 1931                                 | 1948                                 | 1953                                 | 1961                                 | 1971                                 | 1981                                 | 1991                                 | 2001                                 |
| 999                                  | 1143                                 | 1223                                 | 1386                                 | 1571                                 | 1848                                 | 2308                                 | 2888                                 | 3166                                 | 3712                                 | 4659                                 | 7272                                 | 9845                                 | 12026                                | 13873                                |